# الوین شوارتز
الوین شوارتز (انگلیسی: Alvin Schwartz; ۲۵ آوریل ۱۹۲۷ – ۱۴ مارس ۱۹۹۲) نویسنده ژانر وحشت، ایالات متحده آمریکا بود.

## کتاب ها
شوارتز دارای کتاب‌های معروف در سرتاسر جهان است. او دارای مجموعه کتابی به نام داستان‌های ترسناک برای گفتن در تاریکی است.که این مجموعه کتاب‌های زیادی دارد که بعضی از آنها که در ایران ترجمه و چاپ شده‌اند عبارت‌اند از:
۱-خانه ارواح، داستان های ترسناک برای گفتن در تاریکی--انتشارات ساز و کار و انتشارات نبض دانش با همکاری انتشارات آبدوس--.
۲-طلسم، داستان هایی ترسناک برای گفتن در تاریکی--انتشارات ساز و کار و انتشارات نبض دانش با همکاری انتشارات آبدوس--.
۳-پنج کابوس در انتشارات ساز و کار و با نام کابوس های شبانه در انتشارات نبض دانش با همکاری انتشارات آبدوس--.

## سبک نوشتن
سبک نوشتاری آلوین شوارتز متفاوت و بسیار نوستالژیک است. در هر کتاب از مجموعه داستان‌های ترسناک برای گفتن در تاریکی چند داستان کوتاه و ترسناک آمده که تصاویری که توسط دوست صمیمی آلوین شوارتز طراحی شده و قطعاً یک شاهکار هنری‌اند. در انتشارات نبض دانش تصاویر اصلی آمده است.